# 福島町ヒグマ事件
福島町ヒグマ事件（ふくしまちょうひぐまじけん）とは、2025年7月12日から8月11日にかけて起こった熊害事件である。
北海道福島町で発生し、死者1名を出した。この際ヒグマ注意報が出され、ヒグマは駆除された。

## 事件発生
7月12日早朝、福島町で新聞配達員の男性がヒグマに襲われ死亡した。男性を襲ったヒグマは4年前にも町内で女性を死亡させており、新聞配達員の男性のことも数日前から狙っていた。

## ヒグマ警報、そして駆除
このことにより福島町でヒグマ警報が発令され、8月11日まで継続された。
男性を襲ったヒグマは7月18日にハンターにより駆除されたが、その後も町内ではゴミ捨て場を漁るヒグマや、親子のヒグマが確認された。
8月11日に警報は解除され、事件は終息した。
このことにより福島町は町内の監視カメラ設置や、管理システム強化を勧めている。